# Honau
Honau är en ort och kommun i distriktet Luzern-Land i kantonen Luzern, Schweiz. Kommunen har 566 invånare (2023).